# مرد عنکبوتی شگفت‌انگیز (فیلم)
مرد عنکبوتی شگفت‌انگیز (انگلیسی: The Amazing Spider-Man) فیلمی آمریکایی در ژانر ابرقهرمانی است که بر پایهٔ کاراکتر مرد عنکبوتی از مارول کامیکس ساخته شده و در سال ۲۰۱۲ منتشر شد. این چهارمین فیلم سینمایی مرد عنکبوتی است که توسط کلمبیا پیکچرز و مارول انترتینمنت ساخته شده و یک بازراه‌اندازی از این مجموعه بعد از سه‌گانهٔ مرد عنکبوتی ۲۰۰۲–۲۰۰۷ ساختهٔ سم ریمی است و اولین فیلم از دو فیلم مرد عنکبوتی شگفت‌انگیز به‌شمار می‌رود. این فیلم به کارگردانی مارک وب و نویسندگی جیمز وندربیلت، آلوین سارجنت و استیو کلاوز بر پایهٔ داستانی از وندربیلت ساخته شده و در آن اندرو گارفیلد در نقش پیتر پارکر / مرد عنکبوتی در کنار اما استون، ریس ایفانز، دنیس لری، کمپبل اسکات، عرفان خان، مارتین شین و سالی فیلد ایفای نقش می‌کند. در این فیلم پس از اینکه پارکر توسط یک عنکبوت تغییر یافتهٔ ژنتیکی نیش می‌خورد، قدرت‌های تازه‌ای مانند عنکبوت به دست می‌آورد و برای نجات شهر از دسیسه‌های یک دشمن خزنده مرموز با خطراتی مواجه می‌شود.
توسعه این فیلم همراه با لغو فیلم مرد عنکبوتی ۴ در ژانویهٔ ۲۰۱۰ آغاز شد و مجموعه‌فیلم‌های مرد عنکبوتی سم ریمی که در ابتدا توبی مگوایر را در نقش ابرقهرمان اصلی معرفی می‌کرد، به پایان رسید. کلمبیا پیکچرز تصمیم گرفت این فرنچایز را با همان تیم سازنده و جیمز وندربیلت بازراه‌اندازی کند تا نوشتن فیلم بعدی مرد عنکبوتی را ادامه دهد و سارجنت و کلووز نیز در نوشتن فیلم‌نامه کمک کردند. در طول مراحل پیش تولید، شخصیت‌های اصلی در سال ۲۰۱۰ انتخاب شدند. تصویربرداری اصلی در دسامبر ۲۰۱۰ در لس آنجلس آغاز شد و بعد از آن در نیویورک فیلم‌برداری شد. 
این فیلم عمدتاً با استقبال مثبتی روبرو شد و اجرای گارفیلد، کارگردانی وب، سبک بصری و موسیقی جیمز هورنر با ستایش منتقدان همراه بود اما در زمینهٔ چند خط داستانی توسعه نیافته انتقاد شد. این فیلم با فروش ۷۵۸ میلیون دلاری در گیشه با موفقیت همراه بود و هفتمین فیلم پرفروش ۲۰۱۲ شد. دنباله‌ای از فیلم با عنوان مرد عنکبوتی شگفت‌انگیز ۲ در سال ۲۰۱۴ منتشر شد. گارفیلد و ایفانز نقش‌هایشان را بار دیگر در فیلم مرد عنکبوتی: راهی به خانه نیست (۲۰۲۱) ایفا کردند.

## خلاصه داستان
پیتر پارکر، پسر نوجوانی که با خجالتی بودن و نادیده‌گرفته شدن در مدرسه دست‌وپنجه نرم می‌کند، روزی اتاق کار پدرش را که به‌هم ریخته و مورد سرقت قرار گرفته، پیدا می‌کند. پدر و مادرش، ریچارد و مری پارکر، به‌سرعت اسناد محرمانه‌ای را جمع می‌کنند و پیتر را به خانه عمه می و عمو بن می‌سپارند و خود ناپدید می‌شوند.
سال‌ها بعد، پیتر که حالا دانش‌آموز دبیرستان علوم میدتاون است، با هوش بالا ولی شخصیت درون‌گرا و غیر اجتماعی‌اش، اغلب مورد تمسخر دیگران قرار می‌گیرد. او به گوئن استیسی علاقه دارد و این علاقه دوطرفه است. پیتر کیف قدیمی پدرش را پیدا می‌کند و از زبان عمو بن متوجه می‌شود پدرش با دکتر کرت کانرز، یکی از دانشمندان شرکت Oscorp، دوستی نزدیکی داشته است. پیتر مخفیانه وارد آزمایشگاه این شرکت می‌شود و در آنجا توسط یک عنکبوت تغییر یافته ژنتیکی نیش زده می‌شود.
مدتی بعد، پیتر متوجه قدرت‌های خارق‌العاده‌ای در خود می‌شود: حس‌هایی تیز، قدرت بدنی بالا، چالاکی، سرعت زیاد و توانایی چسبیدن به سطوح. در همین حال، دکتر کانرز که دست راستش قطع شده، روی پروژه‌ای برای بازسازی اندام‌های بدن کار می‌کند. پیتر پس از یافتن معادله‌ای به نام "الگوریتم نرخ زوال" در مدارک پدرش، به دیدن کانرز می‌رود، هویت واقعی‌اش را به او می‌گوید و معادله را در اختیارش می‌گذارد.
در ادامه، پیتر با عمو بن بحث می‌کند و خانه را ترک می‌گوید. بن هنگام جستجو برای پیدا کردن او، سعی می‌کند جلوی دزد فراری‌ای را بگیرد که قبلاً پیتر عمداً به او بی‌توجهی کرده بود. دزد به بن شلیک می‌کند و او در آغوش پیتر جان می‌دهد. پیتر که دچار عذاب وجدان شده، با هویتی جدید به‌نام اسپایدرمن، تصمیم می‌گیرد خلافکارانی که شبیه قاتل بن هستند و نشانی خاصی مثل خال‌کوبی ستاره دارند، را پیدا کند. او ماسکی با لنز زرد و لباسی چسبان می‌سازد و با کمک فرمول تار ساخته‌شده در Oscorp، پرتاب‌گرهای مکانیکی تار می‌سازد.
پیتر در یک شام خانوادگی با گوئن، متوجه می‌شود پدر او، کاپیتان جورج استیسی، افسر پلیسی است که دشمنی شدیدی با اسپایدرمن دارد. پیتر هویت واقعی‌اش را به گوئن می‌گوید و رابطه عاطفی بین آن دو شکل می‌گیرد.
همزمان، کانرز که با استفاده از DNA مارمولک‌ها به نتایج موفقیت‌آمیزی روی موش‌ها رسیده، از سوی مدیرش، راجیت راتا، تحت فشار قرار می‌گیرد تا آزمایش را روی انسان‌ها آغاز کند. اما او مخالفت می‌کند و از شرکت اخراج می‌شود. کانرز که سرخورده شده، دارو را روی خودش امتحان می‌کند. دست قطع‌شده‌اش بازمی‌گردد اما او به موجودی خزنده و جهش‌یافته تبدیل می‌شود. در جریان تلاش برای مقابله با راتا، او روی پل ویلیامزبرگ به مردم حمله می‌کند. پیتر جان بسیاری را نجات می‌دهد، اما پلیس که نمی‌داند دقیقاً چه اتفاقی افتاده، دستور تعقیب هر دو: خزنده و اسپایدرمن را صادر می‌کند.
پیتر محل اختفای کانرز را در فاضلاب‌ها پیدا می‌کند ولی در مبارزه شکست می‌خورد و فرار می‌کند. خزنده با پیدا کردن دوربین پیتر که نامش روی آن است، هویت او را می‌فهمد و به مدرسه‌اش حمله می‌کند. پیتر دوباره او را تعقیب کرده و کشف می‌کند که کانرز می‌خواهد ماده‌ای را از برج Oscorp منتشر کند که همه شهروندان را به موجوداتی خزنده مانند خودش تبدیل کند تا ضعف‌های انسانی را از بین ببرد.
درحالی‌که پلیس پیتر را گیر انداخته، کاپیتان استیسی متوجه می‌شود اسپایدرمن همان پیتر است. او را آزاد می‌کند تا مانع کانرز شود. گوئن پادزهر را به‌صورت اسپری آماده می‌کند و پیتر در حالی‌که پدر گوئن با کانرز می‌جنگد، دارو را منتشر کرده و شهر را نجات می‌دهد. کانرز و دیگر افراد درمان می‌شوند، اما استیسی در مبارزه زخمی شده و در حال مرگ از پیتر می‌خواهد از گوئن دوری کند تا او در امان باشد. پیتر قبول می‌کند، اما بعدتر متوجه می‌شود هر دو ناراحت هستند و به گوئن غیرمستقیم نشان می‌دهد شاید نتواند قولش را حفظ کند.
در پایان، مردی مرموز در زندان از کانرز می‌پرسد که آیا پیتر از حقیقت پدرش باخبر است یا نه، و کانرز تأیید می‌کند که پیتر هنوز چیزی نمی‌داند.

## بازیگران
| بازیگر        | نقش                      | توضیحات |
| ------------- | ------------------------ | --- |
| اندرو گارفیلد | پیتر پارکر / مرد عنکبوتی | دانش آموز دبیرستان میت داون و عکاس آزاد برای دیلی بیوگل، او همچنان وظیفه محافظت از نیویورک را بر عهده دارد. |
| اما استون     | گوئن استیسی              | همکلاسی پیتر و دوست دختر او در دبیرستان است.                                                                |
| ریس ایفانز    | کرتیس کانرز / مارمولک    | او یک شیمیدان و دوست پدر پیتر پارکر است.                                                                    |
| مارتین شین    | بن پارکر                 | همسر می پارکر و عموی پیتر پارکر، او توسط یک سارق که پیتر نتوانست جلویش را بگیرد کشته می شود.                |
| سالی فیلد     | می پارکر                 | زن عموی پیتر پارکر                                                                                          |
| کریس زیلکا    | فلش تامپسون              | یکی از همکلاسی‌های پیتر پارکر                                                                                |
| استن لی       | کتابدار مدرسه            | در سکانس نبرد مرد عنکبوتی و مارمولک در کتابخانه‌ مدرسه، در حال موسیقی گوش‌دادن بود                            |
| دنیس لری      | جورج استیسی              | رئیس پلیس شهر نیویورک و پدر گوئن استیسی                                                                     |
| کمپبل اسکات   | ریچارد پارکر             | پدر پیتر پارکر / مرد عنکبوتی                                                                                |
| عرفان خان     | دکتر راجیت راتها         | دستیار نورمن آزبورن                                                                                         |
| زوئی دویچ     | دختر شایعه پراکن         | صحنه حذف شده                                                                                                |
| تیا تکسادا    | شیلا                     | در سکانس مترو                                                                                               |

## دنباله‌
در ۲ مه ۲۰۱۴، سونی دنباله فیلم مرد عنکبوتی شگفت‌انگیز را به کارگردانی مارک وب با عنوان مرد عنکبوتی شگفت‌انگیز ۲: خیزش الکترو اکران کرد.